# Военновременен кабинет
Военновременен кабинет е експертно правителство (министерски съвет).
Познат е предимно във Великобритания (war cabinet) и САЩ, съставян е от правителствата по време на война. Включва предимно министри от особена важност за водене на войната. Тези министри често са със заместници ръководни офицери от въоръжените сили, както и представители на опозицията.

## Великобритания
Първа световна война
Премиер-министърът на Великобритания Дейвид Лойд Джордж съставя (по време на Първата световна война) военновременен кабинет през 1916 г., заменен от имперски военновременен кабинет през 1917 г.
Втора световна война
На 3 септември 1939 г. Невил Чембърлейн представя своя военновременен кабинет, доминиран от консервативни министри.
След встъпването си в длъжност премиер-министър по време на Втората световна война Уинстън Чърчил съставя военновременен кабинет, състоящ се първоначално от:
- Уинстън Чърчил (консерватор)
- Невил Чембърлейн (консерватор)
- Клемънт Атли (лейбърист)
- лорд Халифакс (консерватор)
- Артър Грийнуд (либерал)

Претърпява много промени в състава си през следващите 5 години.

## САЩ
В отговор на Атентатите от 11 септември 2001 г. президентът на САЩ Джордж Уокър Буш съставя военновременен кабинет, който заседава на 15 септември и 16 септември 2001 г. в Кемп Дейвид, взел решение за „Войната срещу тероризма“.

## Германия
Съставеният в Нацистка Германия преди началото на Втората световна война Министерски експертен съвет за защита на райха (Ministerrat für die Reichsverteidigung) е квалифициран в обвинителния акт на Нюрнбергския процес също като кабинет на войната.